# Павлиноглазка грушевая
Павлиноглазка грушевая, или большой ночной павлиний глаз, или сатурния грушевая (лат. Saturnia pyri) — бабочка из семейства павлиноглазок. Крупнейшая по размаху крыльев ночная бабочка Европы и России.

## Описание
Длина переднего крыла 50—70 мм. Размах крыльев самца до 120 мм, самки — до 150—155 мм. Основная окраска верхней стороны крыльев тёмно-коричневая с более светлым сероватым передним краем, прямой тёмной внутренней и светло-коричневой неравномерно зазубренной внешней перевязями. Между данными перевязями на каждом крыле располагается крупное пятно-глазок чёрного цвета, внутри с напылением синих чешуек, окруженный каймой белого и синеватого цвета, а также рыжеватым и чёрным кольцами. Передние крылья с сероватым напылением. По краю крыльев идёт светлая полоса, за ней, ближе к основанию крыла — чёрная, прерывающаяся только на вершине передних крыльев. Тело массивное, покрыто густыми волосками. Усики у самца длинно перистые, у самки гребенчатые.

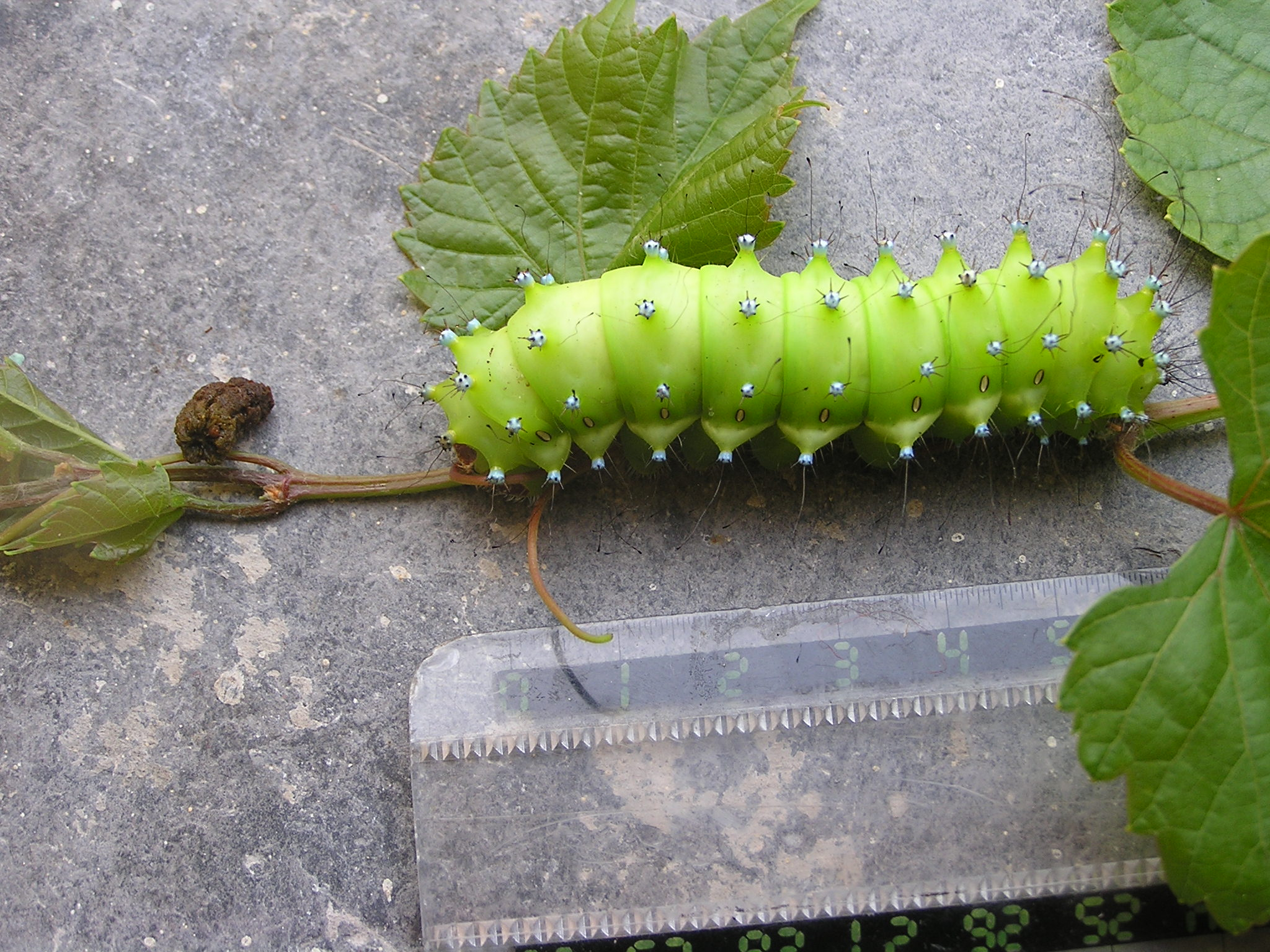
Гусеница
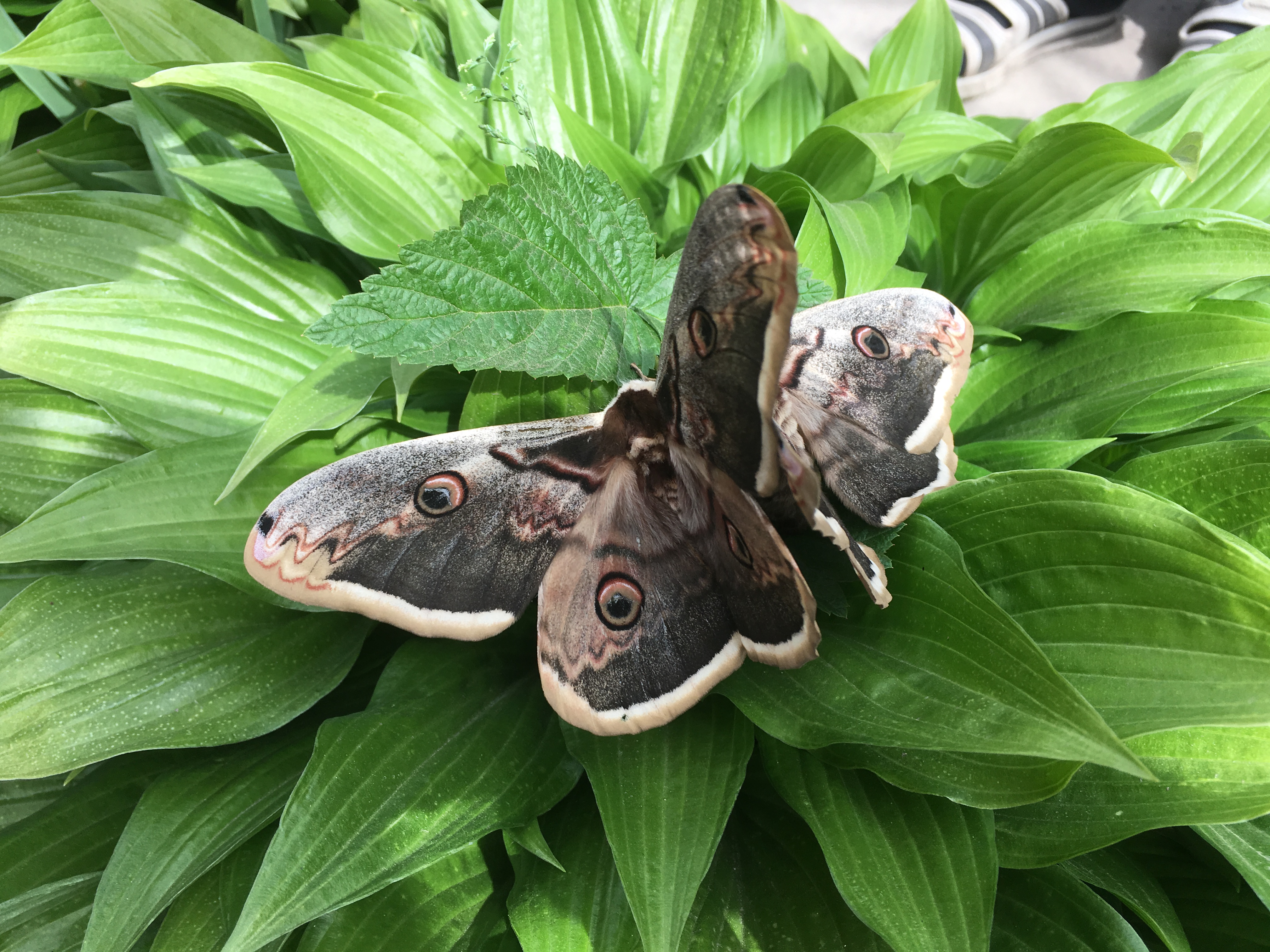
Спаривание

## Ареал
Встречается в Южной Европе, в Восточном Средиземноморье, от Центральной Европы до юго-западной части России, в Крыму, на Кавказе, в Малой Азии и в Иране.

## Биология
Бабочки встречаются в широколиственных, преимущественно долинных и пойменных лесах, часто с примесью диких плодовых (абрикос, вишня, черешня, груша, орех); в редколесьях, среди кустарниковых пустырей, в парках и садах, на опушках леса, плодовых плантациях.

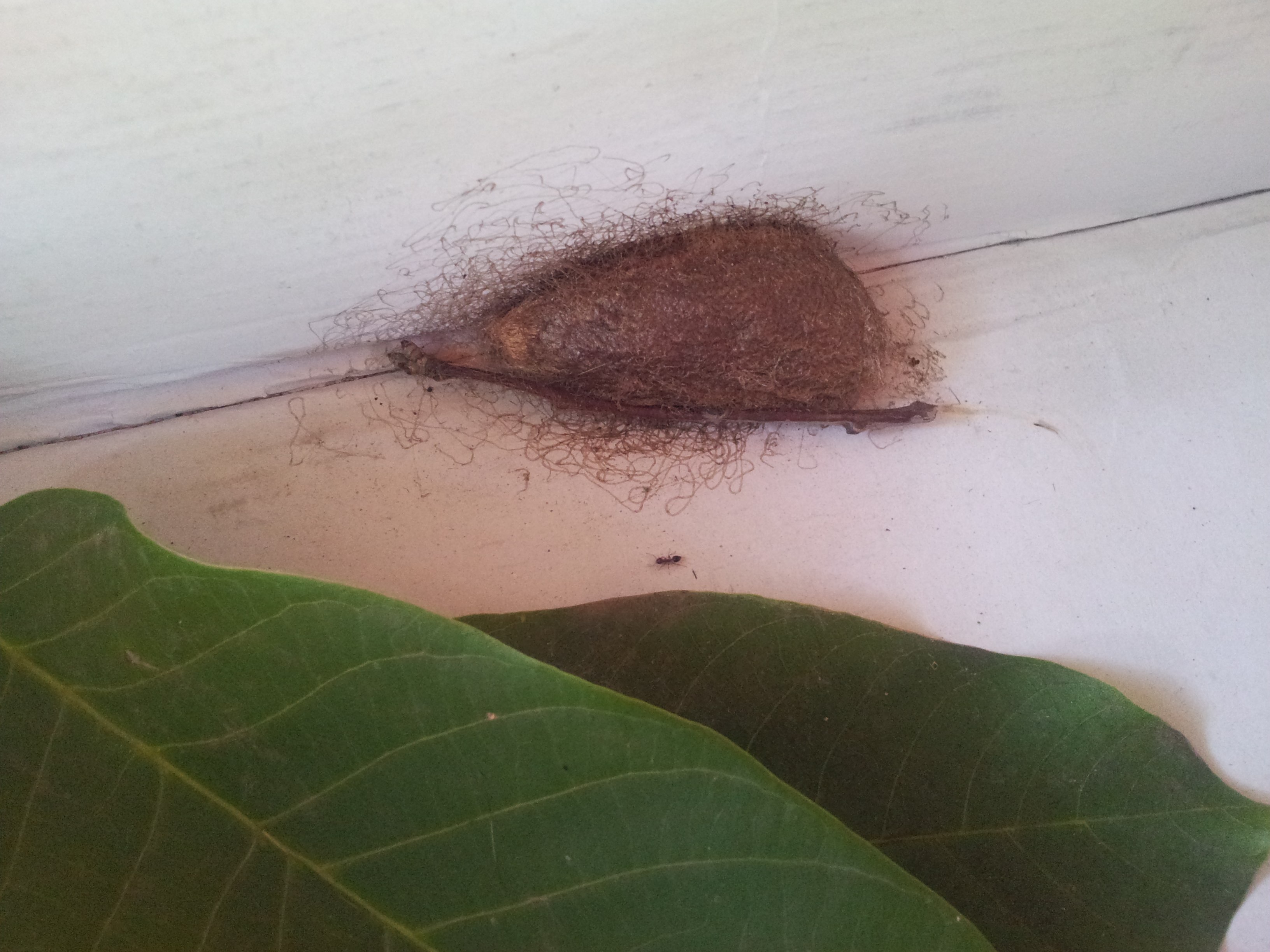
Куколка в коконе

Время лёта бабочек длится с мая до июня. Бабочки активны в вечерние и ночные часы, самцы иногда также летают в дневное время суток. Самки малоподвижные, обычно не летают и неподвижно сидят в ожидании самцов, которые находят их местонахождения благодаря половым феромонам. Французский энтомолог Жан Анри Фабр обнаружил, что самцы павлиноглазки грушевой могут прилететь на запах феромонов самки, находящейся на расстоянии 10—11 километров от них.
После спаривания самка откладывает несколько сот яиц. Гусеницы развиваются с июня до августа. Гусеница крупная, к концу своего развития достигает длины до 110 мм и толщины до 15 мм, ярко-зелёная. На спинной поверхности тела гусеницы находятся длинные булавовидные, утолщенные на конце волоски, располагающиеся на голубых (иногда розовых) бородавках стебельчатого вида. Дыхальце красного цвета, а над анальной пластинкой имеется ярко-красное пятно. Перед окукливанием зелёная гусеница приобретает коричневую окраску. Кормовые растения гусениц: плодовые деревья из семейства розоцветных (яблоня, груша, вишня, слива, тёрн, реже —  грецкий орех, вяз, ясень и др.). Окукливаются в конце августа-сентябре — в яйцеобразном плотном коконе бурого цвета. Куколка бурого цвета, влагалища крыльев чёрные, на брюшке находится буро-красная вырезка. Зимует куколка, иногда дважды.

## Замечания по охране
Вид занесён в Красную книгу Украины как «редкий вид», численность которого незначительная, лишь на юге страны в благоприятные годы локально является обычным.